# Wolfgang Scheidel
Wolfgang Scheidel (n. 1 martie 1943, Erfurt, Germania Nazistă) este un sănier german, medaliat olimpic. A participat la 2 ediții ale Jocurilor Olimpice (1968, 1972) în care a câștigat o medalie de aur.